# Sigodesmus indigus
Sigodesmus indigus är en mångfotingart som beskrevs av Cook 1897. Sigodesmus indigus ingår i släktet Sigodesmus och familjen Gomphodesmidae. Inga underarter finns listade i Catalogue of Life.